# F.C. Tunas
FC Tunas is een amateurvoetbalvereniging uit Hoogeveen, opgericht in 1964. De van oudsher Molukse club werd met een veldvoetbalafdeling in 1965 toegelaten tot de Drentsche Voetbalbond en ging na 1968 officieus verder in de nationale bekercompetities van de Molukse gemeenschap totdat ze mettertijd inactief werd.
De vereniging werd op 17 mei 2014 weer officieel heropgericht als zaalvoetbalvereniging onder de naam Futsal Club Tunas. Het standaardteam speelt in het seizoen 2022/23 in de eerste klasse van het KNVB-district Noord.

## Geschiedenis

### Voorgeschiedenis
De grootste groep Molukse gezinnen die nu in Hoogeveen wonen kwam oorspronkelijk uit het voormalig woonoord Kamp Beugelen te Staphorst. In het kamp zelf werden vaak allerlei sportactiviteiten gehouden, waaronder volleybal- en voetbalwedstrijden, mede omdat er een voetbalveld was. De mannen waren zo enthousiast dat zij het initiatief namen om een voetbalvereniging op te richten en de oprichting moet hebben plaatsgevonden omstreeks het jaar 1956/1957 onder de naam ,,Beugelense Voetbal Vereniging (B.V.V.)"". De naam van de oprichter en de exacte datum van oprichting zijn niet bekend. 
In die periode werden vaak voetbalwedstrijden gehouden tegen verschillende Nederlandse voetbalverenigingen uit de omliggende plaatsen als De Wijk, IJhorst, Staphorst en Meppel. In Meppel werd jaarlijks een bedrijfsvoetbalcompetitie georganiseerd, waar de Molukse B.V.V. ook aan deel mocht nemen, ondanks dat dit Moluks gelegenheidsteam geen bedrijf was. De B.V.V. won deze competitie een aantal keren. Sleutelspelers uit die periode waren onder meer Eli Tuhuteru, Lodiek Tuhuteru, Nono Tuhuteru, John Palyama, Martin Unitli, Anis of Ais Louhenapessy, Agoes Tuasuun, Petrus Tuasuun, Bernard Talapessy, Bram Loupatty, Piet Loupatty, Jacob Loupatty, Otto Wattimena, Paul Resiona, Emoes Tauran en Lesimanuaja. Ook werd er vaak deelgenomen aan de Molukse voetbaltoernooien en competities in Nederland.
Deze vereniging houdt op te bestaan, wanneer vanaf december 1962 de Molukse gezinnen van het Kamp Beugelen naar de gemeente Hoogeveen verhuisd. 

### Oprichting en de eerste jaren (1964-1968)
In de gemeente Hoogeveen bleef de voormalige spelerskern van BVV nog het voetbalspel beoefenen en speelden ze vriendschappelijke wedstrijden tegen de Nederlandse voetbalverenigingen uit de omgeving. In het jaar 1963 werd de Molukse wijk Venesluis volledig bewoond door Molukse gezinnen uit andere kampen, waardoor er een nieuwe lichting voetballers bijkwamen. In 1964 kwamen de voetballers bijeen om in Hoogeveen een nieuwe Molukse voetbalvereniging op te richten. De vereniging ,,F.C. Tunas" werd in 1964 opgericht werd met de nodige moeite ingeschreven bij de KNVB, zodat de club ook in competitieverband kon deelnemen.
Leden van het eerste bestuur waren: 
1. Jacob Loupatty (voorzitter)
2. Thijs Lopulissa (secretaris)
3. Boetje Manuhutu (penningmeester)
4. Frans Tuparia (bestuurslid)
5. Dhr. Marissen (bestuurslid en tevens 1e trainer)

De naam van de vereniging, Tunas, komt uit de Maleise taal en betekent "Een jonge loof, uitlopende jonge plant, knop van een bloem". Op het embleem van FC Tunas staat een takje van de plant cengkeh (kruidnagel), waaraan een nieuwe loof te zien, een bloem die later kruidnagel wordt. Dit takje is bovendien ook een symbool van Maluku-land.
De club speelde vanaf 1965 tot en met 1968 in de Drentsche Voetbalbond (een onderbond van de KNVB), maar werd daarna om financiële redenen geroyeerd. Omdat de club daarna niet meer in competitieverband voetbalde, verwierven ze faam in het hele land door met succes deel te nemen aan de diverse Molukse voetbaltoernooien, waaronder de Soumokil-beker.

### Heroprichting als zaalvoetbalvereniging (2014)
Op 17 mei 2014 werd FC Tunas heropgericht als zaalvoetbalvereniging met ,,Futsal Club Tunas" als volledige naam. De thuiswedstrijden van de zaalvoetbalafdeling worden gespeeld in sporthal Activum te Hoogeveen. Op 4 september 2014 speelde FC Tunas haar eerste officiële zaalvoetbalwedstrijd onder auspiciën van de KNVB.
Het bestuur bestond uit: 
1. Noël Munster (Voorzitter)
2. Serge Tuhuteru (Penningmeester)
3. Hans Loupatty (Secretaris)